# 何塞·马蒂国际机场
何塞·马蒂国际机场（西班牙語：Aeropuerto Internacional José Martí，IATA：HAV，ICAO：MUHA），有时亦称其舊名兰乔博耶罗斯机场（Aeropuerto de Rancho Boyeros），是位于古巴首都哈瓦那西南方向15公里（9英里）的一个国际机场，是古巴航空、海鸥航空和古巴加勒比航空的枢纽，以及之前蘇聯民航（现俄羅斯航空）的拉丁美洲枢纽，以該國民族英雄暨爱国主义诗人何塞·马蒂命名。该机场为古巴主要的国际和国内航空门户，并为每年数百万人次提供服务。机场由古巴机场航空服务公司（Empresa Cubana de Aeropuertos y Servicios Aeronáuticos, ECASA）运作。
该机场位于博耶罗斯区，将哈瓦那和加勒比的其他地方、北美洲、中美洲、南美洲、欧洲，以及分别在非洲和亚洲的两处机场连接起来。
1960年代，机场曾被2506大队驾驶的B-26轰炸机轰炸，该组织由美国中央情报局赞助的，试图从菲德尔·卡斯特罗手中抢夺古巴的古巴流亡者组成的。古巴人不允许自己拥有飞机，或使用机场进行私人或商业飞行，只有政府拥有的飞机才可以使用机场设施。今天，巴拿马航空是使用该机场最多的国外航空公司，一周34班次（大约每日5个航班）往返于巴拿马城和哥伦比亚的波哥大。

## 历史
现存的何塞·马蒂机场于1930年代替了哈瓦那第一个机场，哥伦比亚机场。机场的原始的名字兰乔博耶罗斯（Rancho Boyeros）的意思是“（公牛）放牛人牧场”，因参照机场所建地点的名称而得名。机场所在地通常被叫做Rancho Boyeros，因为在殖民时代，当地一家家庭在该地建起了一个茅草屋，为从Batabanò和下布埃尔塔前往首都哈瓦那出售农产品的牧牛人提供食宿。
为了给机场提供扩展空间，老农场被改造成了一个小城镇。小镇上被规划为工业，畜牧业，农业和商业中心，有着舒适的房屋，工业技术学校，涂料厂等设施。今天，这个小镇成为了博耶罗斯区。

### 开端
- 1929年：3月，何塞·马蒂机场，原兰乔博耶罗斯机场，由第223号总统令授权建设。
- 1930年：2月24日，机场开通，代替原有的哈瓦那哥伦比亚机场。
- 1930年：10月30日，古巴航空公司首次执飞从哈瓦那到古巴圣地亚哥运输邮件的航班，使用福特Trimotor，经停圣克拉拉，莫隆和卡马圭。
- 1936年：9月4日，由上尉安东尼奥·梅嫩德斯驾驶的洛克希德天狼星，执飞了前往马德里非商业航班：航班经过委内瑞拉，纳塔尔和塞内加尔达喀尔。
- 1943年：1月，机场有了全国第一个塔台。
- 1945年：国际航空运输协会（IATA）在哈瓦那成立。
- 1945年：5月15日，古巴的第一个国际航班开通，使用道格拉斯DC-3，飞往迈阿密。
- 1946年：第一个从中南美国家通向欧洲的跨大西洋航班开通：哈瓦那飞往马德里，机型DC-4，由古巴国际航空（ Cunnair）执飞，该航空公司创始人是由古巴先驱雷纳尔多·拉米雷斯罗塞尔。
- 1948年：5月5日，古巴航空的第一个跨大西洋航线开通，哈瓦那到马德里，道格拉斯DC-4「古巴之星（Estrella de Cuba）」执飞。
- 1950年：4月2日，机场开通第二条飞往欧洲的航线：古巴航空公司的DC-4由哈瓦那飞往罗马。
- 1951年：从古巴圣地亚哥机场飞来的DC-3第一次夜间飞行降落在该机场。
- 1953年：古巴航空开通第一班前往墨西哥城的航班，洛克希德星座执飞。

### 1950年代的国际航班服务
- 泛美航空公司在1950年代每天有4至8班哈瓦那飞往迈阿密的航班。泛美还将哈瓦那与梅里达和圣萨尔瓦多连接起来，DC-4和DC-6执飞。泛美也有从哈瓦那到古巴以南国家（其中包括牙买加，委内瑞拉等加勒比国家和南美国家）的航班。
- 阿根廷航空有布宜诺斯艾利斯飞往哈瓦那的航班，经停里约热内卢，特立尼达和纽约市，DC-6执飞。
- Aeropostal Venezolana S.A. 开通迈阿密－哈瓦那－加拉加斯的航班，L-1049 执飞。
- 布兰尼夫国际航空使用DC-6系列执飞哈瓦那与休斯敦之间的航班，并与巴拿马和厄瓜多尔，秘鲁，哥伦比亚，阿根廷等南美国家有航班往来。
- 达美航空将哈瓦那与新奥尔良，芝加哥，并与牙买加蒙特哥湾和加拉加斯连接起来。达美也有从哈瓦那飞往太子港，圣多明各和圣胡安的航班，由康威尔440和DC-7执飞。在2015年3月，在终止运行该航线超过50年后，达美恢复了飞往新奥尔良的航班。[5]
- 伊比利亚航空使用L-1049执飞从哈瓦那飞往马德里的航线。
- 荷兰皇家航空公司使用DC-7执飞哈瓦那—蒙特利尔—欧洲，并使用DC-6和DC-7执飞迈阿密—哈瓦那－库拉索岛的航线。
- 哥斯达黎加航空开通哈瓦那到圣何塞的航班，同时也有飞往如危地马拉城等中美洲城市的航班，主要使用康威尔340执飞。
- 麦基航空开通劳德代尔堡和哈瓦那之间的客运服务，使用DC-4。
- 墨西哥航空开通从哈瓦那到梅里达和墨西哥城每周4班的航线。
- 国家航空于1958年开通每天飞往纽约市，坦帕和迈阿密的航班，使用DC-6，DC-7和康威尔340/440执飞。
- 古巴航空于1958年每天5班从哈瓦那到至迈阿密的航班，维克斯子爵818系列执飞。同时也有使用布里斯托尔布里塔尼亚318系列执飞飞往马德里，墨西哥城和纽约的航班。

### 最近的历史

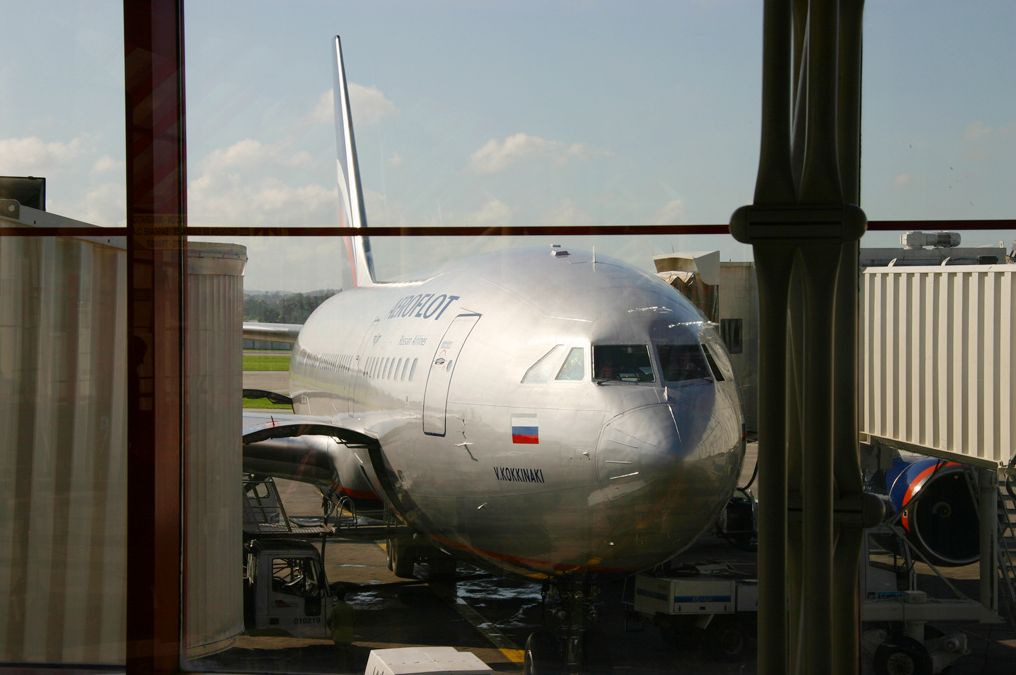
在3号航站楼的俄罗斯航空A330

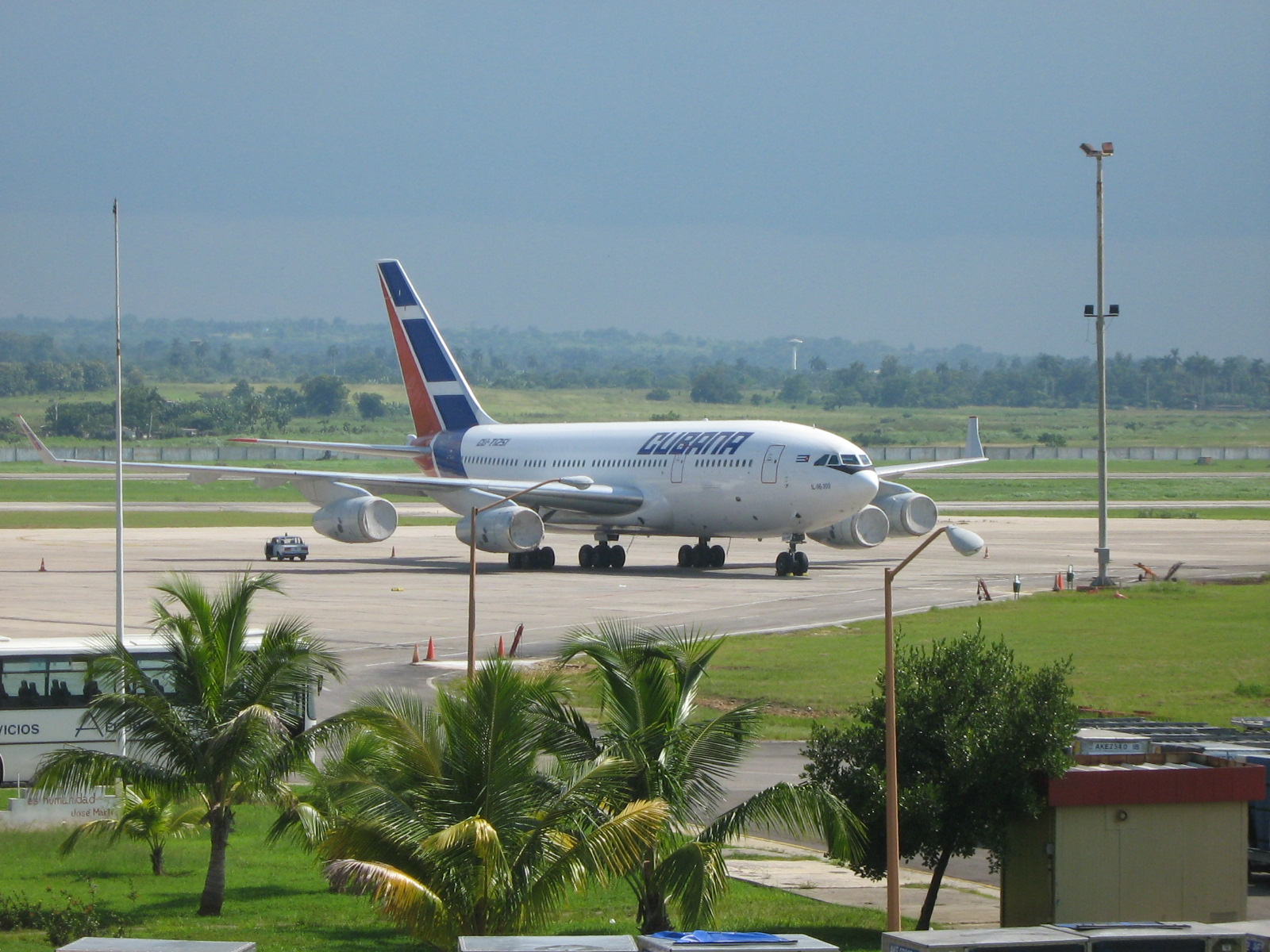
在停机坪停靠的古巴航空伊尔96

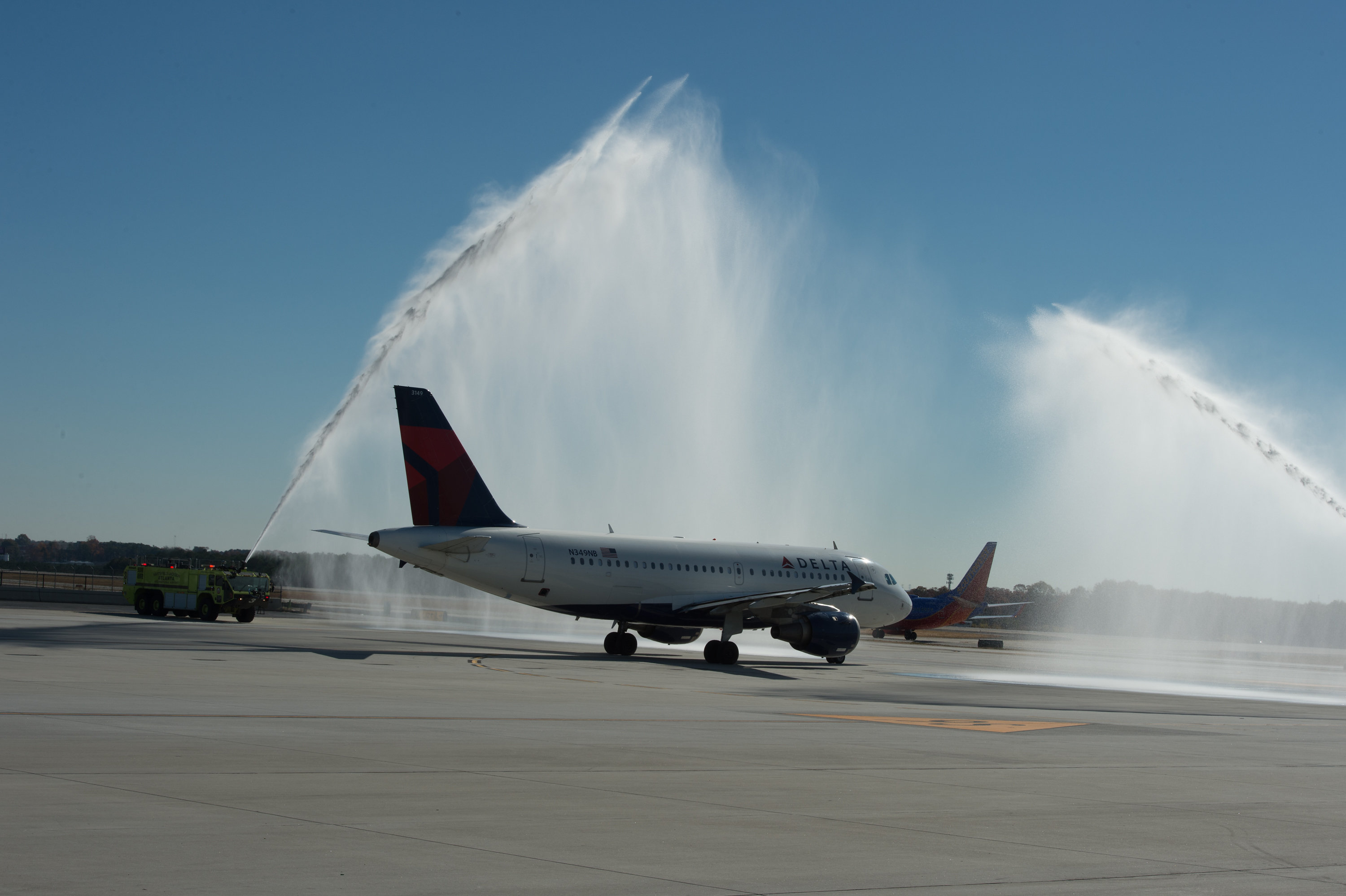
2016年12月1日，达美航空重启飞往哈瓦那的航线

1961年，由于同美国的外交关系逐渐恶化以及与美国对古巴实施的禁运，美国的航空公司不被允许运营前往该机场的定期航班。同年，在中央情报局参与的失败的猪湾入侵的两天之前，古巴流亡者组成的2506大队驾驶B-26轰炸机轰炸了何塞·马蒂机场和古巴圣地亚哥的安东尼奥·马塞奥机场。2015年3月，定期航班由太阳城航空公司古巴解冻过程中恢复。
由于古巴与苏联的关系，20世纪70年代和80年代在机场有着许多东方集团的航空公司的存在，如苏联民航，捷克斯洛伐克斯洛伐克航空，德意志民主共和国国际航空公司和波兰航空公司。 1977年苏联民航的伊尔-62（苏联民航331号班机空难）在执飞从莫斯科途经法兰克福和里斯本到哈瓦那的定期航班后，从哈瓦那起飞后坠毁，造成机上70人中的68人和地面1人死亡。 1989年由古巴航空运营的另一架伊尔-62，起飞后坠毁。机上所有115乘客和11名机组人员以及地面上的45人遇难。
1988年，由于预期飞往美国的包机航班即将开通，修建了2号航站楼。1990年代，为了方便在美国生活的在古巴有近亲属的古巴公民，经美国政府批准，从迈阿密到哈瓦那的包机开始运营。如今，各航空公司提供哈瓦那和迈阿密之间的直飞包机预定服务。 2010年2号航站楼改造扩建。
1997年12月31日，协和飞机第一次在古巴降落，降落在何塞·马蒂机场，航班为法航的伦敦—巴黎—巴巴多斯—哈瓦那。在机场，菲德尔·卡斯特罗登上该飞机，向机组成员和乘客问好。1998年4月26日，新的3号国际航站楼由加拿大总理克雷蒂安和菲德尔·卡斯特罗揭幕。 2002年，空运物流企业（ELCA S.A.）开启了名为Aerovaradero的货运航站楼，也是何塞·马蒂的第一个货站。该航站楼具有2000立方米（71,000立方英尺）的空间，可容纳重达600吨（590长吨；660短吨）的货物，带有两种含湿度和温度控制的冷藏冷冻室。
在2007年，被古巴军队开除的三个年轻的新兵为投奔美国，试图劫持商业客机。在1号航站楼，试图劫机者杀害了一名人质，一名中校。

## 航站楼
目前在机场共有4个在使用的航站楼，另加一个货站。1号航站楼主要用于国内航班。2号航站楼建立于1988年，主要用于来自美国的包机。3号国际航站楼于十年后的1998年4月27日正式启用。3号国际航站楼提供了许多现代化的设施和登机廊桥，这也是1号航站楼之前作为国际航站楼所没有的。5号航站楼由加勒比航空使用。
有接驳巴士在航站楼之间提供换乘服务。

### 1号航站楼

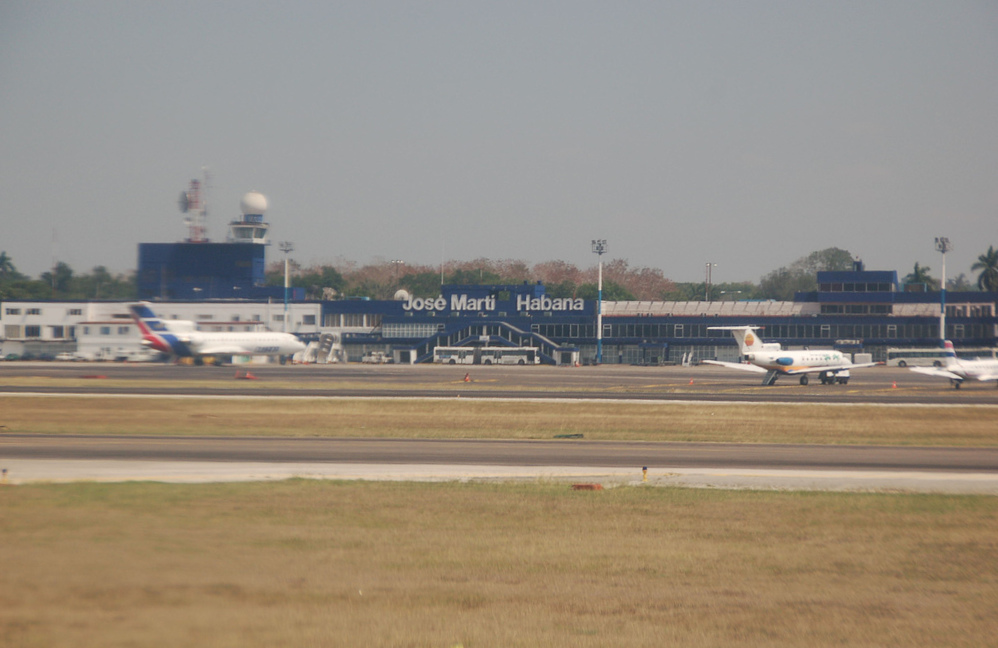
1号国内航站楼

在2号和3号航站楼于1998年启用之前，1号国内航站楼曾经是主要的国际和国内航站楼。航站楼位于06号跑道的东侧。现在用于国内航班。

### 2号航站楼
2号国际包机航站楼主要处理往返迈阿密，坦帕，劳德代尔堡和纽约的包机，为有美国政府的特别许可的美国公民和持有美国签证的古巴公民提供服务。预定包机服务由Gulfstream湾流包机、ABC包机、Marazul酒店包机、CTS包机和C&T包机提供。航站楼位于北侧，在24号跑道尽头。1988年航站楼建成，服务了革命后的第一个从迈阿密飞来的包机航班。航站楼有酒吧，书店，报刊亭，在二楼有一间餐厅，同时航站楼也提供汽车租赁服务。

### 3号航站楼

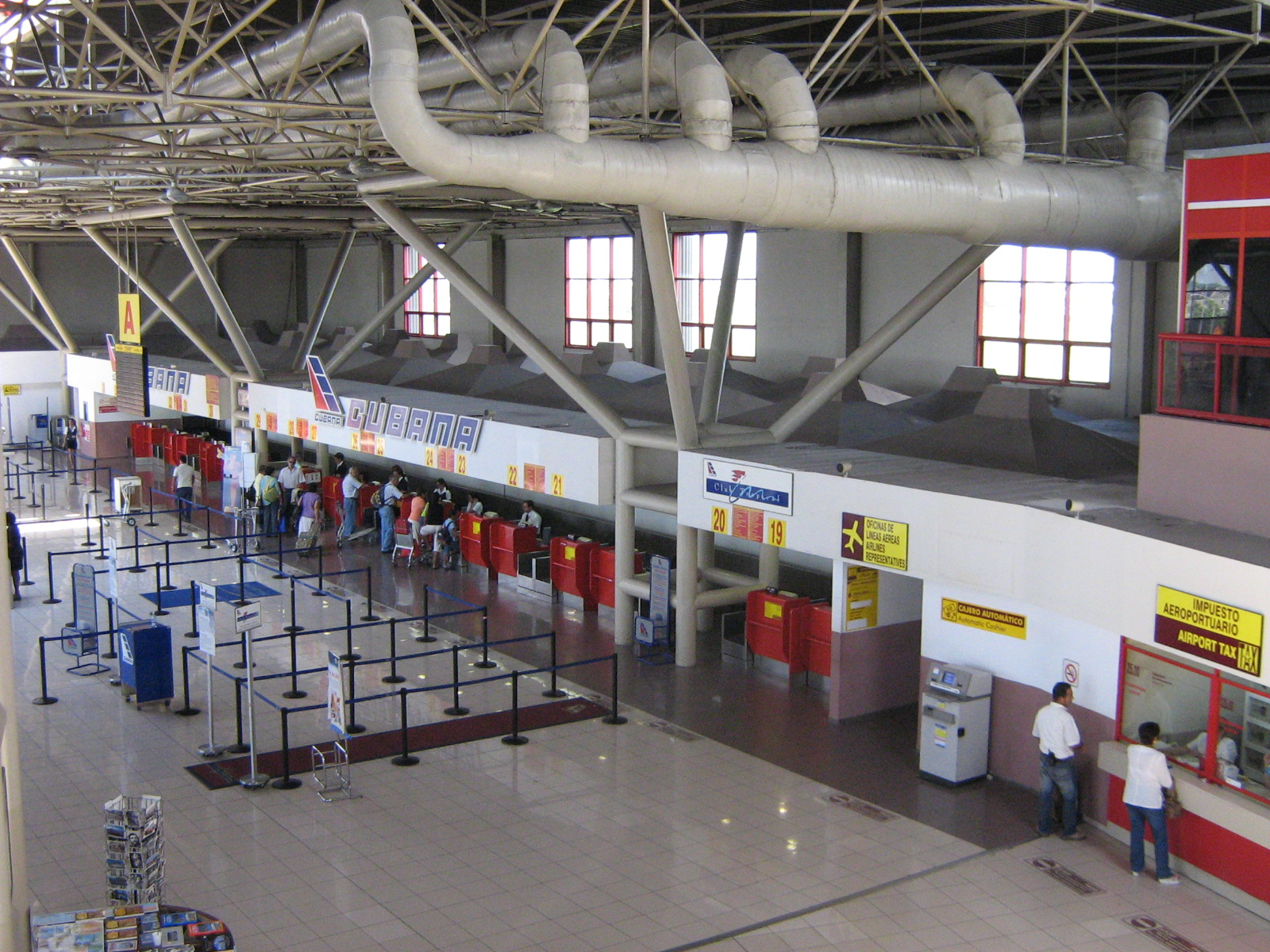
3号航站楼值机区域

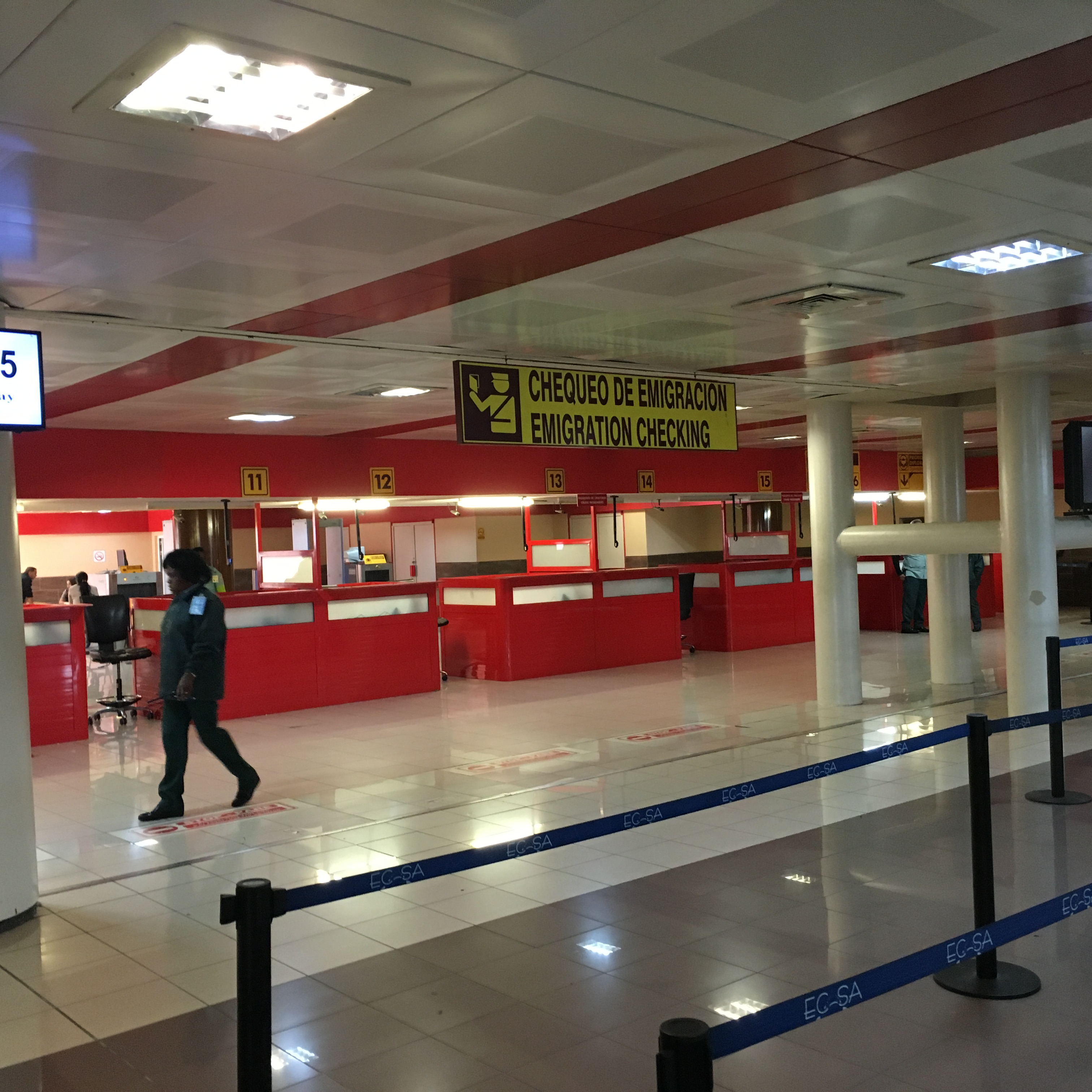
3号航站楼出境海关检查区域

3号国际航站楼于1998年开业，主营国际航班，是古巴国内最大，最现代化的航站楼。售票和出发位于二层，到达和行李转盘位于下层。到达大厅有若干汽车租赁公司。古巴哈瓦那國際機場3號航站樓是由加拿大政府出資完成的

### 4号航站楼
该航站楼为货运航站楼。

### 5号航站楼
加勒比航空5号航站楼主要用于加勒比航空（AeroCarribean），但古巴包机航空公司Aerotaxi公司也在此航站楼运营。 2010年，因2号航站楼施工改造，所有来自美国的航班都暂时在此航站楼办理。

## 航线以及目的地

### 客运
| 航空公司             | 目的地 |
| -------------------- | --- |
| 古巴航空             | 布宜诺斯艾利斯、坎昆（暫停）、加拉加斯（暫停）、法蘭西堡（暫停）、关塔那摩、奥尔金（暫停）、马德里、墨西哥城（暫停）、新赫罗纳、皮特爾角城（暫停）、圣地亚哥-德古巴、圣多明各–亚美利加（暫停） |
| 加勒比航空           | 西班牙港 |
| 多米尼加泛美世界航空 | 圣多明各–亚美利加 |
| 日出航空             | 太子港、圣多明各–亚美利加 |
| 巴哈马航空           | 拿骚 |
| 阿魯巴航空           | 阿魯巴 |
| 开曼航空             | 大开曼岛 |
| InterCaribbean       | 普羅維登斯 |
| 墨西哥國際航空       | 墨西哥城 |
| 因特捷特航空         | 坎昆、梅里达、墨西哥城、蒙特雷 |
| 美國航空             | 邁阿密 |
| 達美航空             | 邁阿密、亞特蘭大 |
| 達美連接航空         | 亞特蘭大 |
| 聯合航空             | 休斯頓-洲際 |
| 聯合快捷航空         | 休斯頓-洲際、紐約-紐瓦克 |
| 捷藍航空             | 波士頓、勞德代爾堡、紐約-甘迺迪 |
| 西南航空             | 勞德代爾堡、坦帕 |
| 加拿大胭脂航空       | 多伦多–皮尔逊 |
| 加拿大越洋航空       | 季节性：蒙特利尔–特鲁多 |
| 陽翼航空             | 季节性：蒙特利尔–特鲁多 |
| 中美洲航空           | 圣萨尔瓦多 |
| 巴拿馬航空           | 巴拿马城 |
| 哥倫比亞航空         | 波哥大 |
| Wingo                | 波哥大、巴拿马城 |
| 委內瑞拉航空         | 加拉加斯、馬那瓜 |
| Fly All Ways         | 帕拉馬里博 |
| 厄瓜多航空           | 基多 |
| 秘鲁南美航空         | 利马 |
| 秘鲁哥倫比亞航空     | 利马 |
| 西班牙國家航空       | 马德里 |
| 欧罗巴航空           | 马德里 |
| 埃福洛普航空         | 馬德里 |
| 法国航空             | 巴黎-戴高乐 季节性包機：皮特爾角城 |
| 加勒比海航空         | 巴黎-奧利 |
| 科西嘉國際航空       | 巴黎-奧利 |
| 意大利航空           | 季节性：羅馬-法林明高 |
| 蓝景航空             | 米兰、罗马-法林明高 |
| 勒奧斯航空           | 季节性包機：米兰 |
| 維珍航空             | 伦敦-希斯路 |
| 荷蘭皇家航空         | 季节性：阿姆斯特丹 |
| 神鹰航空             | 法兰克福 季节性：慕尼黑 |
| 歐洲之翼             | 杜塞爾多夫 |
| 雪絨花航空           | 苏黎世 |
| 芬兰航空             | 季节性：赫尔辛基 |
| 俄罗斯航空           | 莫斯科-谢列梅捷沃 |
| 土耳其航空           | 伊斯坦堡 |
| 中国国际航空         | 蒙特利尔–特鲁多、北京-首都 |
| 俄罗斯航空           | 莫斯科-谢列梅捷沃 |
| TAAG安哥拉航空       | 羅安達 |

### 货运
| 航空公司                           | 目的地        |
| ---------------------------------- | ------------- |
| 古巴货运航空 Cargojet Airways 运营 | 多伦多–皮尔逊 |
| Sky King, Inc.                     | 迈阿密        |

## 事故及意外
- 1977年苏联民航的伊尔-62（苏联民航331号班机空难）在执飞从莫斯科途经法兰克福和里斯本到哈瓦那的定期航班从哈瓦那起飞后坠毁，造成机上70人中的68人和地面1人死亡。当时这是古巴历史上死亡人数最多的空难，现在也是古巴航空事故中死亡人数第二多的空难。

- 1983年7月7日，机上载有47人的美国佛罗里达航空8号航班，从劳德代尔堡国际机场飞往坦帕国际机场。其中一位乘客递上一张纸条给一位空姐，说他有一颗炸弹，并告诉他们飞机飞往古巴哈瓦那。他露出了一个小袋子，打开后里面是一个明显的爆炸装置。飞机转行到哈瓦那何塞·马蒂国际机场，劫机者被古巴当局拘留.[7]

- 1989年，古巴航空9646號班機空難，由古巴航空运营的一架伊尔-62M (CU-T1281)，在起飞后坠毁。飞机当时正值行飞往科隆国际机场的专机任务。机上所有115乘客和11名机组人员以及地面上的45人遇难。

- 2003年3月31日，蓝全景航空公司的一架波音767（EI-CXO）冲出主跑道06，当时天气恶劣，有极强的阵风。没有人员伤亡。

- 2007年5月3日，两名新兵在哈瓦那何塞·马蒂国际机场劫持飞往迈阿密的飞机。在起飞前，一名男性在起飞前被逮捕，他在逮捕前杀害了一名人质。据报道这是自2003年春季以来古巴发生的首次劫机尝试。
[8]

- 2010年11月4日，加勒比海航空883号班机空难，一架ATR 72-212，坠毁在该国中心，机上有68人。坠毁前，这架飞机预计从古巴圣地亚哥飞往哈瓦那。据报道乘客中有28名外国人。没有幸存者。[9]